# 549 до н. е.

## Події
- Вересень — Імператор Анней став 3-м імператором Японії.[1]

## Померли
- 28 червня — Імператор Суйдзей, 2-й імператор Японії, синтоїстське божество, легендарний монарх.